# Programa de Apoio a Planos de Reestruturação e Expansão das Universidades Federais
O Programa de Apoio a Planos de Reestruturação e Expansão das Universidades Federais (REUNI) foi um programa instituído pelo Governo Federal do Brasil através do Decreto 6 096, de 24 de abril de 2007. Apresenta-se como uma das ações do Plano de Desenvolvimento da Educação (PDE), do Ministério da Educação (MEC), lançado no mesmo período, com o objetivo de duplicar a oferta de vagas no ensino superior no Brasil. Foi concluído oficialmente em 2012.

## Objetivo e Diretrizes
Conforme especificado no artigo 1 do Decreto 6 096/2007, o REUNI tem, por objetivo:
criar condições para a ampliação do acesso e permanência na educação superior, no nível de graduação, pelo melhor aproveitamento da estrutura física e de recursos humanos existentes nas universidades federais. 
O Programa definiu 6 diretrizes para as universidades cumprirem esse objetivo:
1. Redução das taxas de evasão, ocupação de vagas ociosas e aumento de vagas de ingresso, especialmente no período noturno;
2. Ampliação da mobilidade estudantil, com a implantação de regimes curriculares e sistemas de títulos que possibilitem a construção de itinerários formativos, mediante o aproveitamento de créditos e a circulação de estudantes entre instituições, cursos e programas de educação superior;
3. Revisão da estrutura acadêmica, com reorganização dos cursos de graduação e atualização de metodologias de ensino-aprendizagem, buscando a constante elevação da qualidade;
4. Diversificação das modalidades de graduação, preferencialmente não voltadas à profissionalização precoce e especializada;
5. Ampliação de políticas de inclusão e assistência estudantil; e
6. Articulação da graduação com a pós-graduação e da educação superior com a educação básica.

## Universidades no REUNI
Em 2007, ano de criação do REUNI, todas as universidades federais em funcionamento no país aderiram ao Programa. As universidades submeteram seus respectivos plano de reestruturação e estimativa orçamentária para avaliação e aprovação do MEC. Existiam, neste ano, 54 instituições federais, sendo que uma delas, a Universidade Federal do ABC (UFABC), havia sido criada, em 2005, já adotando as inovações preconizadas pelo REUNI.

## Financiamentos do REUNI
As universidades federais que aderiram ao REUNI receberam recursos financeiros do MEC para o cumprimento de seus respectivos planos de reestruturação. O primeiro ano de implantação do programa contou com investimento de 415 milhões de reais. Os recursos visavam à construção e melhorias da infraestrutura, compra de bens e serviços e despesas de custeio e pessoal relacionados ao plano de reestruturação.

## Controvérsias
O REUNI foi alvo de manifestações e ocupações em várias universidades do país. Os estudantes exigiam democracia e maior envolvimento da comunidade acadêmica na discussão do programa.